# 4112 Hrabal
4112 Hrabal је астероид главног астероидног појаса. Приближан пречник астероида је 48,60 ,
а средња удаљеност астероида од Сунца износи 3,114 астрономских јединица (АЈ).
Инклинација (нагиб) орбите у односу на раван еклиптике је 16,627 степени, а орбитални период износи 2007,681 дана (5,496 година). Ексцентрицитет орбите астероида износи 0,043.
Апсолутна магнитуда астероида износи 11,30 а геометријски албедо 0,022.
Астероид је откривен 25. септембра 1981. године.